# Zware
Zware (gruz. ზვარე) – wieś w Gruzji, w regionie Imeretia. W 2014 roku liczyła 279 mieszkańców.